# ルパン (映画)
『ルパン』（Arsène Lupin）は、モーリス・ルブランの「怪盗ルパン」シリーズを原作とした2004年製作の映画。製作国はフランス、イタリア、スペイン、イギリス。ルパン生誕100周年を記念して作られたものである。主なベースとなったのは「カリオストロ伯爵夫人」。
ルパン役にはフランスの人気俳優ロマン・デュリスが、カリオストロ伯爵夫人役にはイギリスの演技派女優クリスティン・スコット・トーマスが扮した。
日本語吹き替え版には、『ルパン三世』のアニメシリーズで峰不二子を演じた増山江威子、次元大介を演じる小林清志も参加している。また、クラリス・スビーズの日本語吹き替えを担当しているのは、『ルパン三世 カリオストロの城』でクラリスを演じた島本須美である。

## キャスト
| 役名                                           | 俳優                             | 日本語吹替 |
| ---------------------------------------------- | -------------------------------- | ---------- |
| アルセーヌ・ルパン                             | ロマン・デュリス                 | 宮本充     |
| ジョゼフィーヌ・バルサモ・カリオストロ伯爵夫人 | クリスティン・スコット・トーマス | 増山江威子 |
| ボーマニャン                                   | パスカル・グレゴリー             | 大塚芳忠   |
| クラリス・ド・ドルー＝スビーズ                 | エヴァ・グリーン                 | 島本須美   |
| ドルー＝スビーズ公爵                           | ロバン・ルヌーチ                 | 小林清志   |
| ドルー＝スビーズ公爵夫人                       | フランソワーズ・ルピーヌ         | 五十嵐麗   |
| レオナール                                     | パトリック・トゥーミー           | 高瀬右光   |
| オルレアン公                                   | マチュー・カリエール             | 千田光男   |
| ボントー                                       | フィリップ・マニャン             | 赤城進     |
| デティグ枢機卿                                 | フィリップ・ルメール             | 河本邦弘   |
| アンリエット・ルパン                           | マリー・ビュネル                 | 細野雅世   |
| テオフラスト・ルパン                           | ニッキー・ノード                 | 加藤亮夫   |
| ルイ・デフォンテーヌ                           | ピエール・オーセダ               |            |
| カッセルバッハ                                 | ジェラード・チャイロス           |            |
| アルセーヌ・子供                               | ギョーム・ユエ                   |            |
| クラリス・子供                                 | アデレ・クラーチ                 |            |
| エグランティーヌ                               | アンナ・サレーズ                 |            |
| ジャン・ルパン                                 | オレリアン・ウィーク             |            |

- その他吹替声優：河原木志穂、木下紗華、髙階俊嗣、根本圭子、羽多野渉

## スタッフ
- 監督 ジャン＝ポール・サロメ
- 原作 モーリス・ルブラン
- 製作 ステファーヌ・マルシル
- 脚本 ジャン＝ポール・サロメ 、ローラン・ヴァショー
- 音楽 デビー・ワイズマン